# Rubus xiphophorus
Rubus xiphophorus es una especie de planta del género Rubus, perteneciente a la familia Rosaceae.

## Taxonomía
Rubus xiphophorus fue descrita por H. E. Weber en 1989.

## Distribución
Se encuentra en el territorio de Alemania.